# Brighton (Alabama)
 For alternative betydninger, se Brighton (flertydig). (Se også artikler, som begynder med Brighton)
Brighton er en by i den centrale del af delstaten Alabama i USA. Byen har 2.337 (2020) indbyggere og ligger nær storbyen Birmingham i det amerikanske county Jefferson County.

## Ekstern henvisning
- Wikimedia Commons har flere filer relateret til Brighton (Alabama)